# Clear Lake Audiotorium
Albums de De La Soul
Buhloone Mindstate
(1993) Stakes Is High
(1996)
Clear Lake Audiotorium est un EP de De La Soul, sorti en 1994

## Liste des titres
| No | Titre                                                                                  | Contient un (des) sample(s) de                                                                     | Durée |
| -- | -------------------------------------------------------------------------------------- | -------------------------------------------------------------------------------------------------- | ----- |
| 1. | In the Woods                                                                           | | 4:01  |
| 2. | I Am I Be                                                                              | | 5:03  |
| 3. | Sh.Fe.Mc's (featuring A Tribe Called Quest)                                            | High Power Rap du Crash Crew Tippi-Toes des Meters Remix for P Is Free des Boogie Down Productions | 4:34  |
| 4. | Patti Dooke                                                                            | | 5:39  |
| 5. | I Be Blowin'                                                                           | | 4:58  |
| 6. | Stix & Stonz (featuring Tito, Grandmaster Caz, Whipper Whip, LA Sunshine et Superstar) | | 7:26  |

## Classements hebdomadaires
En 2025, à la faveur d'une réédition, l'EP se classe numéro du UK Hip Hop and R&B Albums Chart.
| Classement (2025)        | Meilleure place |
| ------------------------ | --------------- |
| Écosse (OCC)             | 27              |
| Royaume-Uni (R&B Albums) | 1               |